# Моисеев, Игорь Александрович (футболист)
Игорь Александрович Моисеев (укр. Ігор Олександрович Моісеєв; 16 мая 1964, Жданов, Украинская ССР, СССР) — советский и украинский футболист, вратарь.

## Карьера
Является воспитанником ДЮСШ города Жданов. Карьеру начинал в «Новаторе», за который за 4 сезона провёл 102 матча и пропустил 113 мячей. В 1987 году находился в составе донецкого «Шахтёра», однако за клуб матчей не провёл. Далее выступал за Металлург из Запорожья. После распада СССР перебрался в другой запорожский клуб — Торпедо. Весной 1993 года находился на просмотре в московском «Асмарал», однако о переходе договориться не удалось и голкипер появится в команде только летом того года, отметившись перед этим в днепропетровском «Днепре». Дебютировал за клуб 17 июня того же года в выездном матче 15-го тура против московского ЦСКА, выйдя в стартовом составе и пропустил мяч от Валерия Минько на 75-й минуте встречи. Завершил профессиональную карьеру в 1995 году «Асмарале», сыграв 63 матча, пропустив в них 83 мяча. В конце 1990-х и в начале 2000-х годов выступал за команду Запорожского производственного алюминиевого комбината.